# Leeza SOHO
Leeza SOHO, відомий також як Вежа Лі За (англ. Li Ze Tower) — хмарочос у китайському місті Пекін, відкриття якого планується на кінець 2019 року. По закінченню будівництва стане будівлею з найвищим атріумом в світі. Будівля знаходиться у діловому районі Лізе, а власником будівлі є компанія Soho China (звідси і походить назва будівлі Leeza SOHO). Розробкою дизайну споруди займається архітектурне бюро Zaha Hadid Architects.

## Опис
Загальна висота хмарочоса складе 207 м, загальна площа будівлі — 172 800 м², з яких близько 110 475 м² буде відведено під офісні приміщення. Висота атріуму — відкритого простору всередині споруди — досягне 190 м. Завдяки атріуму натуральне освітлення і пейзажі міста будуть доступні на всіх поверхах. План будівлі розгортається на 45 градусів на верхніх рівнях. Поворот потрібен, щоб зорієнтувати офіси на головні видові точки вздовж великої магістралі Lize Road.
Покрокова система скління стін на кожному поверсі дозволить вентиляційній системі залучити зовнішнє повітря через порожнини і таким чином створити ефективний екологічний контроль для кожного поверху будівлі. Кожні 10 поверхів вежу об'єднують конструктивні кільця. У зоні атріуму вони перетворюються в мости, які служать переходами між корпусами і працюють як оглядові майданчики.